# 796년

## 연호
- 당(唐) 정원(貞元) 12년
- 일본(日本) 엔랴쿠(延暦) 15년

## 기년
- 당(唐) 덕종(德宗) 18년
- 신라(新羅) 원성왕(元聖王) 12년
- 발해(渤海) 강왕(康王) 3년